# Četvrta Francuska Republika
Četvrta Francuska Republika  (fr. Quatrième République) postojala je između 1946. i 1958. godine. Tijekom ovog perioda, Francuska je imala svoju četvrtu republikansku konstituciju. Na puno načina ovo je bilo oživljavanje konstitucije treće republike i dovodilo je do velikih problema, npr. velikog broja kratkotrajnih vlada, što je činilo teškim političko planiranje. 
Bilo je nekoliko pokušaja jačanja vlade da bi se spriječila nestabilnost koja je postojala prije Drugog svjetskog rata, ali nestabilnost se nastavila i Četvrta Republika je doživjela veliki broj promjena vlada. Iako je za vrijeme Četvrte Republike došlo do perioda ekonomskog rasta i industrijalizacije, ipak te će se Republike sjećati po njenoj nestabilnosti i nejasnim i kontraverznim odlukama – posebice o pitanju dekolonizacije.
Tijekom pobune u Alžiru, francuske snage su u početku bile uspješne u kontroliranju situacije. No kada su metode torture francuske vojske i službe sigurnosti procurile u javnost dolazi do velikog skandala i veliki broj Francuza postavlja se moralno upitno prema ideji zadržavanja kolonija nasiljem. 